# フランツ・ヨシアス (ザクセン＝コーブルク＝ザールフェルト公)
フランツ・ヨシアス（Franz Josias von Sachsen-Coburg-Saalfeld, 1697年9月25日 - 1764年9月16日）は、ドイツ・テューリンゲン地方の諸侯の1人。ザクセン＝コーブルク＝ザールフェルト公爵（在位：1729年 - 1764年）。

## 生涯
ザクセン＝ザールフェルト公ヨハン・エルンストと、その2番目の妻でヴァルデック＝ヴィルドゥンゲン伯ヨシアスの娘であるシャルロッテ・ヨハンナ（1644年 - 1699年）の間の息子として生まれた。1718年に神聖ローマ皇帝の軍隊に仕官し、1719年には四カ国同盟戦争に従軍し、フランカヴィッラの戦いやパレルモ、メッシーナの包囲に参加している。しかし1720年には父親の命令によりコーブルクの宮廷に戻された。
1729年の父の死後、その遺言により、異母兄のクリスティアン・エルンストと一緒に公爵領を相続した。クリスティアン・エルンストが家族の反対を無視して貴賤結婚をしたため、1724年には父ヨハン・エルンストが息子2人の共同統治を決めていたのだった。クリスティアン・エルンストはザールフェルトに、フランツ・ヨシアスはコーブルクにそれぞれ宮廷を置いた。
エルネスティン家内の相続争いに関して、フランツ・ヨシアスはザクセン＝マイニンゲン公爵家のコーブルクに対する相続請求を1735年に最終的に斥け、ザクセン＝コーブルク公爵領に対する支配権を正当なものとした。これ以後、ザクセン＝ザールフェルト公爵家は「ザクセン＝コーブルク＝ザールフェルト公爵家」と名乗る様になった。1745年に異母兄クリスティアン・エルンストが死ぬと、フランツ・ヨシアスはコーブルクとザールフェルトの両宮廷の主人となった。1733年にはコーブルクとザールフェルトの2つの公爵領に長子相続制を導入し、これは1747年に神聖ローマ皇帝の認可するところとなった。
1750年から1755年まで、ザクセン＝ヴァイマル公爵家の未成年の当主エルンスト・アウグスト2世の摂政を務めた。公爵は堂々たる体躯をした為政者だったが、フェーダーバール（バドミントンに似た球戯）の最中の事故で左目の視力を失っている。
1764年にローダッハの城で死去し、コーブルクのザンクト・モーリッツ教会に葬られた。

## 子女
1723年にシュヴァルツブルク＝ルードルシュタット侯ルートヴィヒ・フリードリヒ1世の娘で従姪にあたるアンナ・ゾフィア・フォン・シュヴァルツブルク＝ルードルシュタット（1700年 - 1780年）と結婚し、間に6人の子供をもうけた。
- エルンスト・フリードリヒ（1724年 - 1800年） - ザクセン＝コーブルク＝ザールフェルト公
- ヨハン・ヴィルヘルム（1726年 - 1745年）
- クリスティアン・フランツ（1730年 - 1797年）
- シャルロッテ・ゾフィー（1731年 - 1810年） - 1755年、メクレンブルク公世子ルートヴィヒと結婚
- フリーデリケ・カロリーネ（1735年 - 1791年） - 1754年、ブランデンブルク＝アンスバッハ＝バイロイト辺境伯カール・アレクサンダーと結婚
- フリードリヒ・ヨシアス（1737年 - 1815年）